# Стафурово (Тверская область)
Стафурово — деревня в Весьегонском муниципальном округе Тверской области.

## География
Деревня находится в северо-восточной части Тверской области на расстоянии приблизительно 21 км на юг-юго-восток по прямой от районного центра города Весьегонск.

## История
Известна с 1646 года как деревня, что принадлежала стольнику Василию Григорьевичу Нечаеву. Дворов здесь было 12 (1859), 14 (1889), 16 (1931), 12(1963), 9 (1993), 6 (2008),. До 2019 года входила в состав Романовского сельского поселения до упразднения последнего.

## Население
Численность населения: 75 человек (1859 год), 64 (1889), 68 (1931), 35 (1963), 14 (1993), 3 (2020)
,, 12 (100 % русские) в 2002 году, 6 в 2010.